# ساعت دوازده ساعته
ساعت دوازده ساعته یک قرارداد زمانی است که در آن ۲۴ ساعت روز به دو دوره تقسیم می‌شود: ای.ام. (برگرفته از واژه لاتین ante meridiem به معنای «قبل از ظهر») و پی.ام. (برگرفته از واژه لاتین post meridiem به معنای «بعد از ظهر»). هر دوره شامل شماره‌گذاری ۱۲ ساعت است: ۱۲ (عملکرد به عنوان ۰)، ۱، ۲، ۳، ۴، ۵، ۶، ۷، ۸، ۹، ۱۰ و ۱۱. ساعت دوازده ساعته از هزاره دوم (پیش از میلاد) توسعه یافته و در قرن شانزدهم به شکل امروزی خود رسیده است.
| ۱۲ ساعته                                         | ۲۴ ساعته      |
| ------------------------------------------------ | ------------- |
| نیمه‌شب (شروع روز) ۱۲ نیمه‌شب ۱۲:۰۰ ای.ام.         | ۰۰:۰۰         |
| ۱۲:۰۱ ای.ام.                                     | ۰۰:۰۱         |
| ۱:۰۰ ای.ام.                                      | ۰۱:۰۰         |
| ۱۱:۰۰ ای.ام.                                     | ۱۱:۰۰         |
| ۱۱:۵۹ ای.ام.                                     | ۱۱:۵۹         |
| ظهر ۱۲ ظهر ۱۲:۰۰ پی.ام.                          | ۱۲:۰۰         |
| ۱۲:۰۱ پی.ام.                                     | ۱۲:۰۱         |
| ۱:۰۰ پی.ام.                                      | ۱۳:۰۰         |
| ۱۱:۰۰ پی.ام.                                     | ۲۳:۰۰         |
| ۱۱:۵۹ پی.ام.                                     | ۲۳:۵۹         |
| نیمه‌شب (پایان روز) or shown as start of next day | ۲۴:۰۰ (۰۰:۰۰) |
| 1.                                               |               |